# Tetratoma crenicollis
Tetratoma crenicollis is een keversoort uit de familie winterkevers (Tetratomidae). De wetenschappelijke naam van de soort werd in 1877 gepubliceerd door Flaminio Baudi di Selve.